# Heilige Hartenkerk (Eindhoven)
De H.H. Hartenkerk (niet te verwarren met de  Heilig Hartkerk aan de Ploegstraat) is een voormalige parochiekerk aan het Brucknerplein in de wijk Genderdal te Eindhoven. Ze is ontworpen door architecten Cees Geenen en Leo Oskam. Ze is gebouwd in een modernistische stijl met expressionistische elementen. De bouwpastoor van deze kerk was Pater Servatius (H. W.) Lahaye ss.cc. (1898-1976). Hij vierde zijn 40-jarig Priesterjubileum op zondag 22 december 1963 en op deze dag werd de nieuwe kerk voor het eerst in gebruik genomen.
Het is een opvallende ellipsvormige kerk met muren van zeer ruw gebakken bakstenen, hoge ramen en een schuin oplopend plat dak. De opvallende plattegrond en het dak daargelaten, is het een vrij sober bouwwerk. De belangrijkste versieringen vormen de reliëfs van René Smeets rond de hoofdingang. De slanke toren valt op door zijn geknikte muren. De toren vertoond een grote gelijkenis met die van de O.L. Vrouw ten Hemelopnemingskerk te Prinsenbeek.
De wijk Genderdal is opgezet volgens de principes van de Wijk/Parochiegedachte, waarbij de gehele wijk sterk georiënteerd is op een eigen buurtcentrum met de belangrijkste gebouwen. In dit geval gevormd door het Brucknerplein, met een school, winkelstrip, en de Heilige Hartenkerk. Zodoende vormt de kerk een centraal oriëntatiepunt voor de hele wijk.
Het gebouw is sinds 2013 niet meer in gebruik als parochiekerk. Sinds begin 2015 is er een trampolinecentrum gevestigd in dit gebouw.